# Alfredo Acton

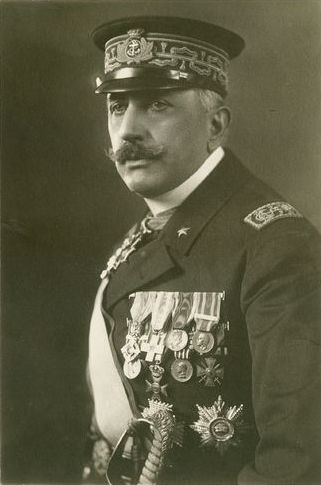
Alfredo Acton

Alfredo Acton (* 12. September 1867 in Castellammare di Stabia, Italien; † 26. März 1934 in Neapel) war ein italienischer Admiral, von 1919 bis 1921 sowie von 1925 bis 1927 Chef des Admiralstabs der Regia Marina und ab 1927 Senator des Königreichs.

## Leben
Acton entstammte einer Adelsfamilie mit einer langen Marinetradition in der Marine des Königreichs beider Sizilien und später in der Regia Marina. Sein Vorfahr John Acton hatte die Marine des Königreichs Neapel 1779 neu aufgestellt. Der Großvater Carlo Acton war Marinebrigadegeneral des Königreichs beider Sizilien, der Vater Ferdinando Acton Chef des Admiralstabs der Regia Marina sowie zwischen 1879 und 1883 Kriegs- und Marineminister. Auch die beiden Onkel väterlicherseits, Emmerik und Gugliemo Acton, waren hochdekorierte Offiziere der italienischen Marine, Guglielmo sogar Marineminister unter der Regierung Lanza, während seine Tante Laura Acton mit Marco Minghetti verheiratet war.
Alfredo Acton begab sich in die Fußstapfen seines Vaters und trat in die Regia Marina ein. 1879 erwarb er den Grad eines Gardemarins an der Marineakademie in Neapel.
1885 nahm er mit seinem Marineverband an der Besetzung Massauas, 1897 an der internationalen Kretaintervention im türkisch-griechischen Krieg teil. 1900 begleitete er unter dem Kommando von Admiral Camilo Candiani den Transport des italienischen Expeditionskorps nach China während des Boxeraufstandes. 1912 wurde er im italienisch-türkischen Krieg für seinen Einsatz bei der Landung italienischer Truppen bei der Besetzung Tripolitaniens und der Cyrenaika im Oktober 1911 mit der Tapferkeitsmedaille in Gold ausgezeichnet.
Im Ersten Weltkrieg befehligte er als Konteradmiral einen Aufklärungsverband und die britisch-italienischen Marineeinheiten während des Seegefechts in der Straße von Otranto am 15. Mai 1917, bei dem ein Verband der k.u.k. Kriegsmarine die Otranto-Sperre zu durchbrechen versuchte. Für diese Aktion wurde ihm nach dem Krieg die interalliierte Siegesmedaille verliehen.
Nach dem Ersten Weltkrieg war er von 1919 bis 1921 sowie von 1925 bis 1927 Chef des Admiralstabs der Regia Marina und in seiner zweiten Amtszeit auch Oberbefehlshaber der italienischen Marine. 1922 nahm er an der Washingtoner Flottenkonferenz, 1930 an der Folgekonferenz in London sowie 1932 an der Genfer Abrüstungskonferenz teil.
1927 wurde Alfred Acton zum Senator des Königreiches und im Februar 1934 kurz vor seinem Tode zum Staatsminister ernannt.